# Vindinge Sogn (Nyborg Kommune)
Vindinge Sogn ist eine Kirchspielsgemeinde (dän.: Sogn)
auf der Insel Fyn (dt.: Fünen) im südlichen Dänemark.
Bis 1970 gehörte sie zur Harde Vindinge Herred im damaligen Svendborg Amt, danach zur Nyborg Kommune im
Fyns Amt, die im Zuge der  Kommunalreform zum 1. Januar 2007 in der
„neuen“
Nyborg Kommune in der Region Syddanmark aufgegangen ist.
Im Kirchspiel leben 3765 Einwohner, davon 463 im Kirchdorf (Stand: 1. Januar 2023).
Im Kirchspiel liegt die Kirche „Vindinge Kirke“.
Nachbargemeinden sind im Norden Nyborg Sogn und Hjulby Sogn, im Nordwesten Kullerup Sogn, im Westen Refsvindinge Sogn, im Südwesten Ørbæk Sogn und im Süden Frørup Sogn.